# Сопчопи (Флорида)
Сопчопи (енгл. Sopchoppy) град је у америчкој савезној држави Флорида. По попису становништва из 2010. у њему је живело 457 становника.

## Демографија
Према попису становништва из 2010. у граду је живело 457 становника, што је 31 (7,3%) становника више него 2000. године.
| Група             | 2000.       | 2010.       |
| Белци             | 325 (76,3%) | 318 (69,6%) |
| Афроамериканци    | 77 (18,1%)  | 115 (25,2%) |
| Азијати           | 3 (0,7%)    | 3 (0,7%)    |
| Хиспаноамериканци | 17 (4,0%)   | 10 (2,2%)   |
| Укупно            | 426         | 457         |